# Lista de bandeiras do Iémen

Bandeira da República do Iémen

A seguir esta é uma lista de bandeiras usadas pelo Iémen.

## Bandeira nacional
| Bandeira | Data          | Uso               | Descrição                                           | Referência(s)                 |
| -------- | ------------- | ----------------- | --------------------------------------------------- | ----------------------------- |
|          | 1990–presente | Bandeira do Iémen | Uma tribanda horizontal de vermelho, branco e preto | [ 1 ] [ 2 ] [ 3 ] [ 4 ] [ 5 ] |

## Bandeira presidencial
| Bandeira | Data          | Uso                            | Descrição                                                                             | Referência(s) |
| -------- | ------------- | ------------------------------ | ------------------------------------------------------------------------------------- | ------------- |
|          | 1990–presente | Bandeira Presidencial do Iémen | Uma tribanda horizontal de vermelho, branco e preto com o emblema nacional do cantão. |               |

## Bandeiras regionais
| Bandeira | Data          | Uso                             | Descrição | Referência(s) |
| -------- | ------------- | ------------------------------- | --- | ------------- |
|          | 1990–presente | Bandeira da Região de Aden      | Uma tribanda horizontal de azul (superior), branco e azul; com um trapézio vermelho baseado no lado do mastro.                |               |
|          | 1990–presente | Bandeira da Região de Azal      | Uma bandeira bicolor horizontal de verde e branco com a bandeira tricolor iemenita na faixa branca.                           |               |
|          | 1990–presente | Bandeira da região de Hadramaut | Uma faixa tripla horizontal de verde, branco e azul com uma faixa vermelha vertical no lado do mastro e uma árvore no centro. |               |
|          | 1990–presente | Bandeira da região de Janad     | Uma tribanda horizontal de vermelho, azul e amarelo.                                                                          |               |
|          | 1990–presente | Bandeira da Região de Sabá      | Uma tribanda horizontal de verde (superior), branco e verde com seis barras verticais douradas no centro.                     |               |
|          | 1990–presente | Bandeira da região de Tihama    | Uma tribanda horizontal de azul claro, branco e verde.                                                                        |               |

## Bandeiras militares
| Bandeira | Data          | Uso                                                 | Descrição | Referência(s) |
| -------- | ------------- | --------------------------------------------------- | --- | ------------- |
|          | 1990–presente | Bandeira do Ministério do Interior do Iêmen         | Um campo azul com o emblema do Ministério no centro.                                                                                   |               |
|          | 1964–presente | Bandeira da Guarda Republicana do Iêmen             | Uma diagonal bicolor de laranja e azul com o emblema da Guarda Republicana no centro.                                                  |               |
|          | 1980–presente | Bandeira das Forças Especiais de Segurança do Iêmen | Um campo azul com o emblema das Forças de Segurança no centro.                                                                         |               |
|          | 1990–presente | Bandeira das Forças Armadas do Iêmen                | Uma tribanda horizontal de vermelho, branco e preto com o emblema das Forças Armadas no canto do cantão.                               |               |
|          | 1990–presente | Bandeira do Exército Iemenita                       | Um campo vermelho com a bandeira nacional no canto do cantão e o Emblema das Forças Armadas do Iêmen centralizado no lado da abertura. |               |
|          | 1990–presente | Bandeira da Marinha do Iêmen                        | Um campo azul com a bandeira nacional no canto do cantão e o emblema da Marinha do Iêmen centralizado no lado da abertura.             |               |
|          | 1990–presente | Bandeira da Força Aérea Iemenita                    | Um campo azul-celeste com a bandeira nacional no canto do cantão e o emblema da Força Aérea do Iêmen centralizado no lado da mosca.    |               |

## Bandeiras políticas
| Bandeira | Data          | Uso                                     | Descrição                                                                                       | Referência(s) |
| -------- | ------------- | --------------------------------------- | ----------------------------------------------------------------------------------------------- | ------------- |
|          | 1978–presente | Bandeira do Partido Socialista Iemenita | Um campo azul claro com uma estrela vermelha no centro.                                         |               |
|          | 1982–presente | Bandeira do Congresso Geral do Povo     | Um campo azul com um cavalo marrom no centro.                                                   |               |
|          |               | Bandeira do Partido da Al-Islah         | Um campo azul escuro com um sol branco brilhando no centro.                                     |               |
|          | 1951–presente | Bandeira do Partido Baath               | Uma tribanda horizontal de preto, branco e verde com um triângulo vermelho no lado do elevador. |               |
|          | 1994–presente | Um slogan do movimento huti dos Hutis   | Um campo branco com uma borda verde e uma escrita árabe verde e vermelha.                       |               |

## Bandeiras históricas

### Reino do Iêmen
| Bandeira | Data        | Uso                        | Descrição                                                    | Referência(s) |
| -------- | ----------- | -------------------------- | ------------------------------------------------------------ | ------------- |
|          | 1918 - 1923 | Bandeira do Reino do Iêmen | Um campo vermelho simples                                    |               |
|          | 1923 - 1927 | Bandeira do Reino do Iêmen | Um campo vermelho com uma chahada branca                     |               |
|          | 1927 - 1970 | Bandeira do Reino do Iêmen | Um campo vermelho com cinco estrelas e uma espada no centro. |               |

### Sultanato de Baidá
| Bandeira | Data        | Uso                            | Descrição                                                                            | Referência(s) |
| -------- | ----------- | ------------------------------ | ------------------------------------------------------------------------------------ | ------------- |
|          | 1636 - 1930 | Bandeira do Sultanato de Baidá | Uma tribanda horizontal de branco, vermelho e preto com uma lua crescente no cantão. |               |

### Sultanato de Lahij
| Bandeira | Data      | Usar                           | Descrição                                                                                          | Referência(s) |
| -------- | --------- | ------------------------------ | -------------------------------------------------------------------------------------------------- | ------------- |
|          | 1728–1967 | Bandeira do Sultanato de Lahij | Uma faixa bicolor vertical vermelha e branca com 2 jambias cruzadas e uma lança na faixa vermelha. |               |

### Domínio britânico
| Bandeira                                   | Data                                    | Uso                                     | Descrição | Referência (s) |
| Bandeiras do Federação da Arábia do Sul    | Bandeiras do Federação da Arábia do Sul | Bandeiras do Federação da Arábia do Sul | Bandeiras do Federação da Arábia do Sul |                |
| ------------------------------------------ | --------------------------------------- | --------------------------------------- | --- | -------------- |
|                                            | 1937 - 1963                             | Bandeira do Colónia de Ádem             | A Bandeira Azul com a Union Jack no cantão, desfigurada com o distintivo de Áden. |                |
|                                            | 1962 - 1967                             | Bandeira da Federação da Arábia do Sul  | Uma tribanda horizontal de preto, verde e azul, separada por duas faixas douradas e uma lua crescente com estrela no centro.                                                              |                |
|                                            | 1963 - 1967                             | Bandeira do Estado de Ádem              | Uma tribanda horizontal de azul (superior), branco e azul; com um trapézio vermelho baseado no lado da Talha e uma estrela verde no centro.                                               |                |
|                                            | 1839 - 1967                             | Bandeira do Emirado de Beihã            | Uma tribanda horizontal de castanho, verde e amarelo com um triângulo vermelho no lado da talha, que contém uma lua crescente no interior.                                                |                |
|                                            | 1839 - 1967                             | Bandeira do Emirado de Dala             | Um bicolor horizontal de vermelho e verde com uma lua crescente preta e uma estrela no centro.                                                                                            |                |
|                                            | 1839 - 1967                             | Bandeira do Sultanato Fadli             | Uma tribanda horizontal de preto, verde e azul com uma lua crescente com estrela no centro.                                                                                               |                |
|                                            | 1839 - 1967                             | Bandeira da Iafa Inferior               | Uma tribanda horizontal de preto, branco e verde |                |
|                                            | 1872 - 1967                             | Bandeira do Sultanato de Lahij          | Um bicolor vertical de vermelho e branco com 2 espadas cruzadas e uma lança na faixa vermelha.                                                                                            |                |
|                                            | 1839 - 1967                             | Bandeira da Wahidi Haban                | Uma tribanda horizontal de verde, amarelo e azul com uma faixa vertical vermelha no lado da talha, que contém uma lua crescente e uma estrela no interior e 2 espadas cruzadas no centro. |                |
|                                            | 1839 - 1967                             | Bandeira da Dathina                     | Um bicolor horizontal de azul e verde com uma lua crescente no centro e 3 estrelas. |                |
|                                            | 1839 - 1967                             | Bandeira da Haushabi                    | Uma tribanda horizontal de verde, amarelo e azul com uma estrela vermelha no centro. |                |
| Bandeiras do Protectorado da Arábia do Sul |                                         |                                         | |                |
|                                            | 1839 - 1967                             | Bandeira da Kathiri                     | Uma tribanda horizontal de amarelo (superior), verde e amarelo com um triângulo vermelho no lado da talha que contém 3 estrelas no interior.                                              |                |
|                                            | 1880 - 1939                             | Bandeira da Quaiti                      | Um campo vermelho com uma faixa branca no lado da Talha. |                |
|                                            | 1939 - 1967                             | Bandeira de Quaiti                      | Uma tribanda horizontal de vermelho, amarelo e azul com 2 discos azuis e um disco verde que contém 1 Torre cada disco.                                                                    |                |
|                                            | 1839 - 1967                             | Bandeira do Sultanato de Mara           | Uma tribanda horizontal de verde, branco e vermelho com uma lua crescente preta e uma estrela no centro.                                                                                  |                |
|                                            | 1839 - 1967                             | Bandeira da Wahidi Balhaf               | Uma tribanda horizontal de verde, amarelo e azul com uma faixa vertical vermelha no lado da talha, que contém uma lua crescente e uma estrela no interior.                                |                |
|                                            | 1839 - 1967                             | Bandeira da Alto Iafa                   | Um bicolor horizontal de laranja e verde com uma lua crescente e uma espada no centro. |                |

### República Árabe do Iémen
| Bandeira | Data        | Uso                                  | Descrição | Referência(s) |
| -------- | ----------- | ------------------------------------ | --- | ------------- |
|          | 1962 - 1990 | Bandeira da República Árabe do Iémen | Uma bandeira tricolor horizontal de vermelho, branco e preto com uma estrela verde de cinco pontas no centro. |               |

### Iémen do Sul
| Bandeira | Data      | Uso                                   | Descrição | Referência(s) |
| -------- | --------- | ------------------------------------- | --- | ------------- |
|          | 1967–1990 | Bandeira do Iémen do Sul              | Uma bandeira tricolor horizontal de vermelho, branco e preto com um chevron azul-celeste e uma estrela vermelha inclinada (o emblema do Partido Socialista Iemenita) ao lado do mastro. |               |
|          | 1967–1990 | Bandeira presidencial do Iémen do Sul | Um tricolor horizontal de vermelho, branco e preto com um chevron azul-celeste e uma estrela vermelha inclinada ao lado do mastro e do brasão do cantão.                                |               |
|          | 1978–1990 | Bandeira do partido no poder          | |               |